# Karibik-Languste

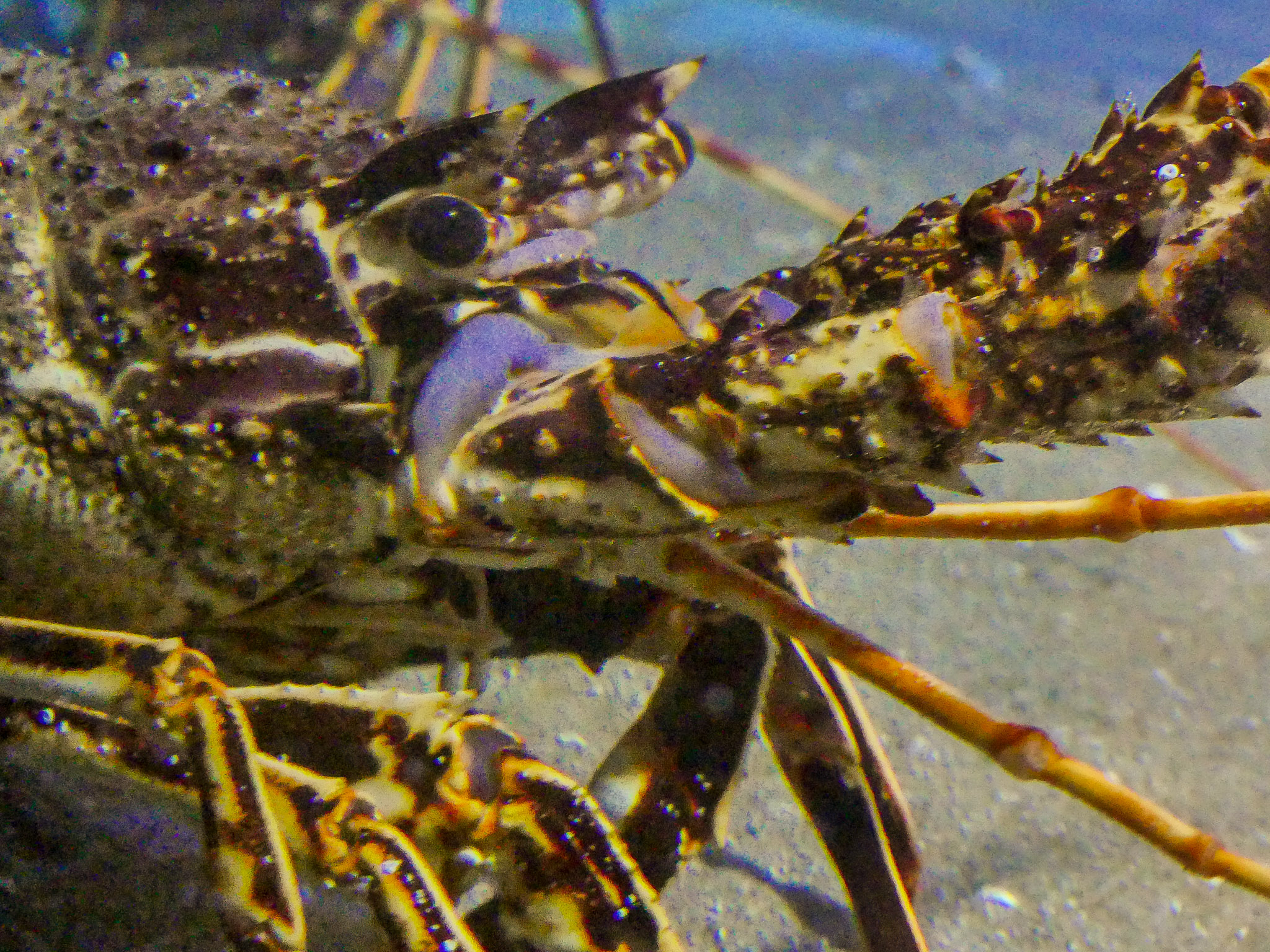
Nahaufnahme einer Karibik-Languste vor der indischen Küste

Die Karibik-Languste (Panulirus argus) ist ein Zehnfußkrebs aus der Familie der Langusten. Sie ist im Westatlantik von den Bermudas und der Ostküste Amerikas von North Carolina bis Brasilien sowie in der Karibik und im Golf von Mexiko heimisch. Ihr Hinterleib ist ein Lebensmittel, weshalb sie in ihrem gesamten Verbreitungsgebiet befischt wird.

## Merkmale
Die maximale Körperlänge dieser Langustenart beträgt bis zu 45 Zentimeter, in der Regel erreichen sie eine Körperlänge von 20 Zentimeter. Der Carapax ist etwa zylindrisch und mit vielen Stacheln und Knötchen von unterschiedlicher Größe bedeckt. Die Frontalhörner sind stark ausgeprägt, scharf und deutlich gebogen. Der vordere Rand des Carapax ist glatt und ohne ein Rostrum. Die Antennen sind lang und steif. Die kleineren Antennulen sind eher fein. Ihre Flagella sind länger als ihre Stiele. Zwischen den Basen der Antennen befinden sich zwei deutliche Stachel. Das Abdomen und der Schwanzfächer ist vergleichsweise kräftig. Jedes Tergit des Abdomens ist durch eine vollständig querverlaufende Vertiefung geteilt. Der Dactylus der Schreitbeine ist behaart. Die Endopoditen der Pleopoden sind bei Weibchen stärker entwickelt als bei Männchen sowie hakenförmig und mit Borsten versehen. Bei Männchen ist das Sternum eher breiter und ohne einer Riffelung, die man bei Weibchen vorfindet. Das zweite Paar der Schreitbeine ist bei Männchen das längste Beinpaar. Bei Weibchen befinden sich kleine Chela am fünften Schreitbeinpaar.
Karibik-Langusten können unterschiedliche Färbungen besitzen. Meist sind sie fleckig grünlich purpurn oder auch hellbraun, rötlich oder bläulich. Auf dem ersten und letzten abdominalen Segment befinden sich jeweils seitlich deutlich weiße bis gelbe Punkte. Zusätzlich können weitere kleinere Punkte auf allen Segmenten vorkommen. Der Schwanzfächer hat einen dunkelroten bis braunen hinteren Rand. Alle Schreitbeine tragen helle und dunkle längs verlaufende Linien. Die Pleopoden sind hell orange bis schwarz.
Charakteristische Merkmale der Karibik-Languste sind die vier weißen Punkte auf dem Rumpf sowie der rötlich-braune hintere Rand des Schwanzfächers. Dadurch lassen sie sich von den ähnlichen Arten Königslanguste (Panulirus regius) und Braune Languste (Panulirus echinatus) relativ leicht unterscheiden.

## Ökologie

### Verbreitung und Lebensraum
Die Karibik-Languste ist im Westatlantik an den Küsten Nord- und Südamerikas sowie in der Karibik und im Golf von Mexiko heimisch. Die nördliche Grenze ihres Verbreitungsgebietes liegt etwa bei North Carolina, das südliche bei Brasilien. Im Ostatlantik sind zwei Funde an der Elfenbeinküste belegt. Die Gründung einer Population wurde dort jedoch nicht beobachtet. Verbreitet ist die Karibik-Languste auch bei Kap Verde.
Jede Phase ihres Lebenszyklus hat einen charakteristischen Lebensraum. So lebt die Karibik-Languste als Phyllosoma-Larve planktisch in Oberflächengewässern bei relativ konstanter Temperatur und Salzgehalt. Als noch frei schwimmende Postlarve besiedeln Karibik-Langusten ein breites Spektrum von Lebensräumen, meist im Uferbereich oder in Brackwassern, aber stets in mit Seegras oder Algen stark bewachsenen Uferzonen. Speziell Algen der Gattung Laurencia scheinen für Postlarven der Karibik-Langusten wichtig. Die ersten benthischen Stadien verbringen diese Langusten im Flachwasser zwischen Seegras und Algen. Mit etwa zwei Jahren wandern sie in etwas tiefere Zonen. Erwachsene Karibik-Langusten leben im Fleckenriff, Korallenriff oder in anderen Lebensräumen mit festem oder felsigem Untergrund in Meerestiefen von maximal 90 Meter. Dort suchen sie sich Verstecke zwischen oder unter Felsen und Riffen. Karibik-Langusten leben typischerweise in Gewässern, deren durchschnittliches Minimum der Wassertemperatur 20 °C je Monat überschreitet. Optimales Wachstum erfolgt bei Temperaturen von 26 bis 28 °C. Ein Salzgehalt von unter 16 ppt wird nicht mehr toleriert.
Die Karibik-Languste wandert jahreszeitlich bedingt, sie begibt sich im Herbst und Winter in tiefere Gewässer. Dabei kann es zu Massenwanderungen kommen, bei der die Langusten hintereinander laufen und mit den Antennen zu ihrem vorderen Artgenossen Kontakt halten.

### Lebenszyklus

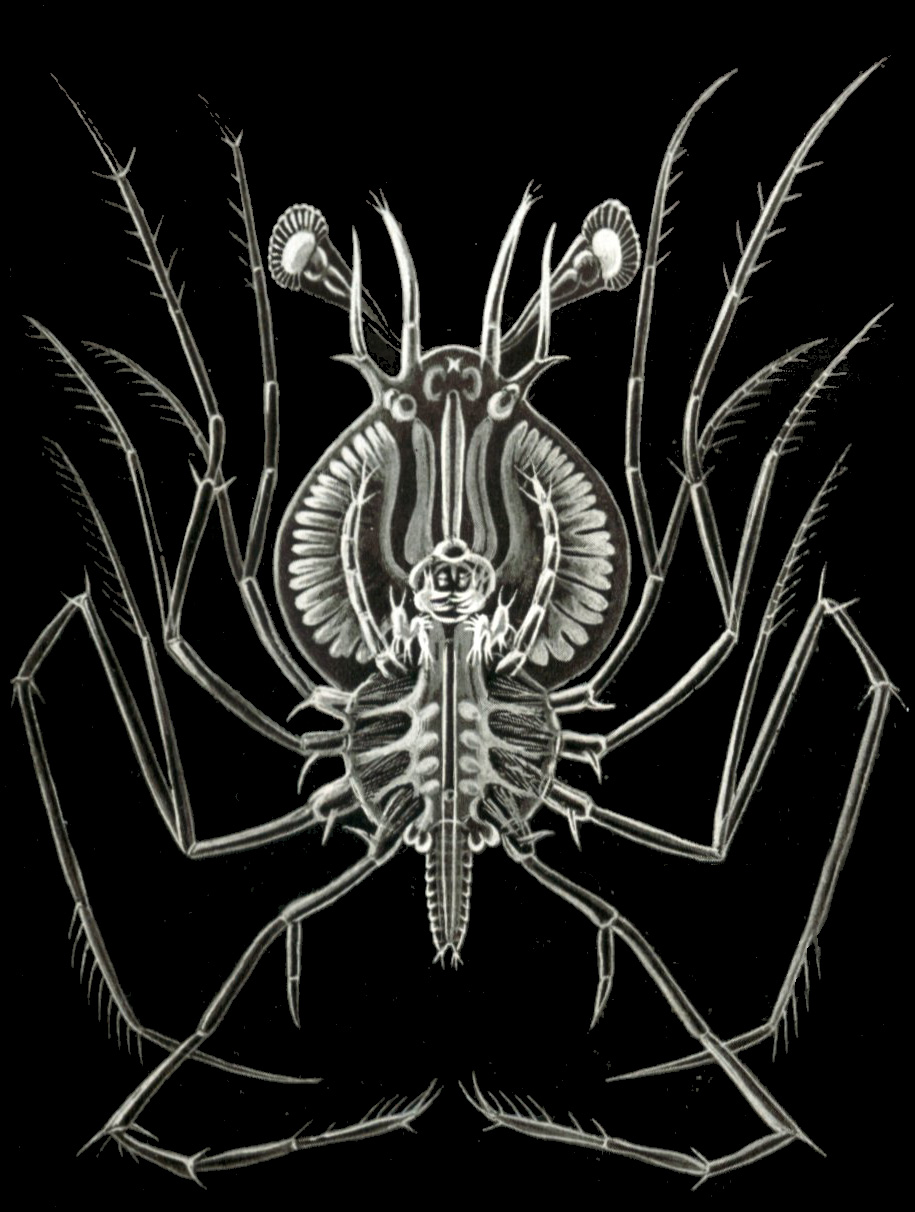
Phyllosoma-Larve, dorsal, nach Ernst Haeckel

Die Phyllosoma-Larve, der charakteristische Larventyp der Achelata, ist vom Rücken zum Bauch abgeflacht und hat einen zweilappigen Cephalothorax. Die Glieder sind lang und behaart, um das Schweben zu unterstützen. Durch Schlagen der Beinpaare können sie schwimmen. Nachts schwimmen Larven zur Wasseroberfläche, während sie tagsüber etwas absinken. Insgesamt gibt es 11 Phyllosoma-Larvenstadien, während der die Larve von 2 auf 34 Millimeter Gesamtlänge anwächst. Nach 6 bis 12 Monaten erfolgt eine Metamorphose und das Postlarvenstadium (Puerulo-Larve) wird erreicht. In jenem Stadium sind die Larven weiterhin von Rücken zum Bauch abgeflacht sowie durchsichtig und der Panzer ist noch nicht verkalkt. Puerulo-Larve schwimmen in Küstennähe nur wenige Zentimeter unterhalb der Wasseroberfläche. Dieses Stadium dauert einige Wochen, während derer die Larve nicht frisst. Karibik-Langusten gehen anschließend in eine benthische Lebensweise über, typischerweise auf mit Algen, Mangroven oder Seegras bewachsenem Meeresboden. Einige Tage bevor sie sich häuten, um das erste juvenile Stadium zu erreichen, zeigen sie erstmals Anzeichen einer Pigmentation. Jungtiere sind fleckig gefärbt, mit Bändern und Streifen versehen, um eine Tarnung zu gewährleisten. Jungtiere sind Einzelgänger und verhalten sich gegenüber Artgenossen aggressiv. Mit zunehmender Größe werden sie geselliger. Diese Verhaltensänderung scheint jedoch zumindest teilweise abhängig von der Verfügbarkeit von Verstecken.
Nach einem Jahr sind Karibik-Langusten im Mittel 5 Zentimeter lang. Anschließend wachsen sie pro Jahr etwa 2,5 Zentimeter. Weibchen wachsen etwas langsamer als Männchen. Häutungen erfolgen im Mittel 2,5 mal pro Jahr, meist im März bis April und zwischen Dezember und Februar. Häutungsfrequenz und Längenwachstum nimmt mit dem Alter ab. Die Nahrungsqualität, Populationsdichte, Wassertemperatur und Verletzungen haben direkten Einfluss auf das Wachstum.
Karibik-Langusten erreichen Geschlechtsreife bei einer Länge von 7 bis 8 Zentimetern. Die Begattung erfolgt nach kurzer Balz, bei der beide Geschlechter Signale aussenden. Bei der Kopulation überträgt das Männchen die Samenpakete, die das Weibchen an ihr Sternum heftet. Die Samenpakte verbleiben dort bis zu einem Monat. Das Weibchen laicht, in dem sie ihr Hinterteil unter den Panzer schlägt und die Eier an den Samenpakten vorbeiführt, um sie so extern zu befruchten. Die Zahl der Eier ist abhängig von der Größe des Weibchens. Bei einer Körperlänge von etwa 7,5 Zentimeter beträgt die Zahl der Eier ca. 230.000; bei einer Körperlänge von 38 Zentimeter ca. 2,6 Millionen. Die Eier sind hellorange und haben einen Durchmesser von etwa 0,5 Millimetern. Sie werden an den Schwimmbeinen befestigt, wo sie bis zu drei Wochen bleiben. Einige Tage bevor die Larven schlüpfen, sind die Eier dunkelbraun. Die Karibiklanguste schlüpft als durchsichtige Pyllosomalarve. Während des Schlupfs unterstützt das Weibchen das Auseinandertreiben der Larven durch wiederholtes Beugen des Abdomens. In der Karibik kann etwa eine Woche nach dem Schlupf ein zweites Laichen, allerdings mit weniger Eiern als beim ersten Mal, beobachtet werden. Weibchen häuten sich meist direkt nach dem Schlupf ihrer Eier.

### Ernährung und Fressfeinde
Die Ernährung der Phyllosoma-Larve ist kaum bekannt. In Kultur fressen sie Pfeilwürmer, Krill, Fischlarven und Rippenquallen. Als am Boden lebende Jungtiere und ausgewachsene Tiere sind sie Jäger und meist der dominante Karnivore ihres Lebensraums. Beute sind verschiedene Tiere, darunter Schnecken, Muscheln, Krebstiere, Ringelwürmer und Stachelhäuter sowie Käferschnecken und Aas. Organismen mit Schale werden mit den Beinen aufgegriffen und mit den kräftigen Mandibeln aufgebrochen oder geschält.
Die Karibik-Languste ist ihrerseits Beute, vor allem als Larve. Phyllosoma-Larven werden von verschiedenen Fischen gefressen. Ebenso die Puerulo-Larve und Jungtiere, die außerdem Beute von anderen Krebsen oder Oktopoden sind. Fressfeinde von älteren Karibiklangusten sind u. a. Zackenbarsche, Haie, die Unechte Karettschildkröte (Caretta caretta) und Kopffüßer sowie Muränen.

## Nutzung und Gefährdung

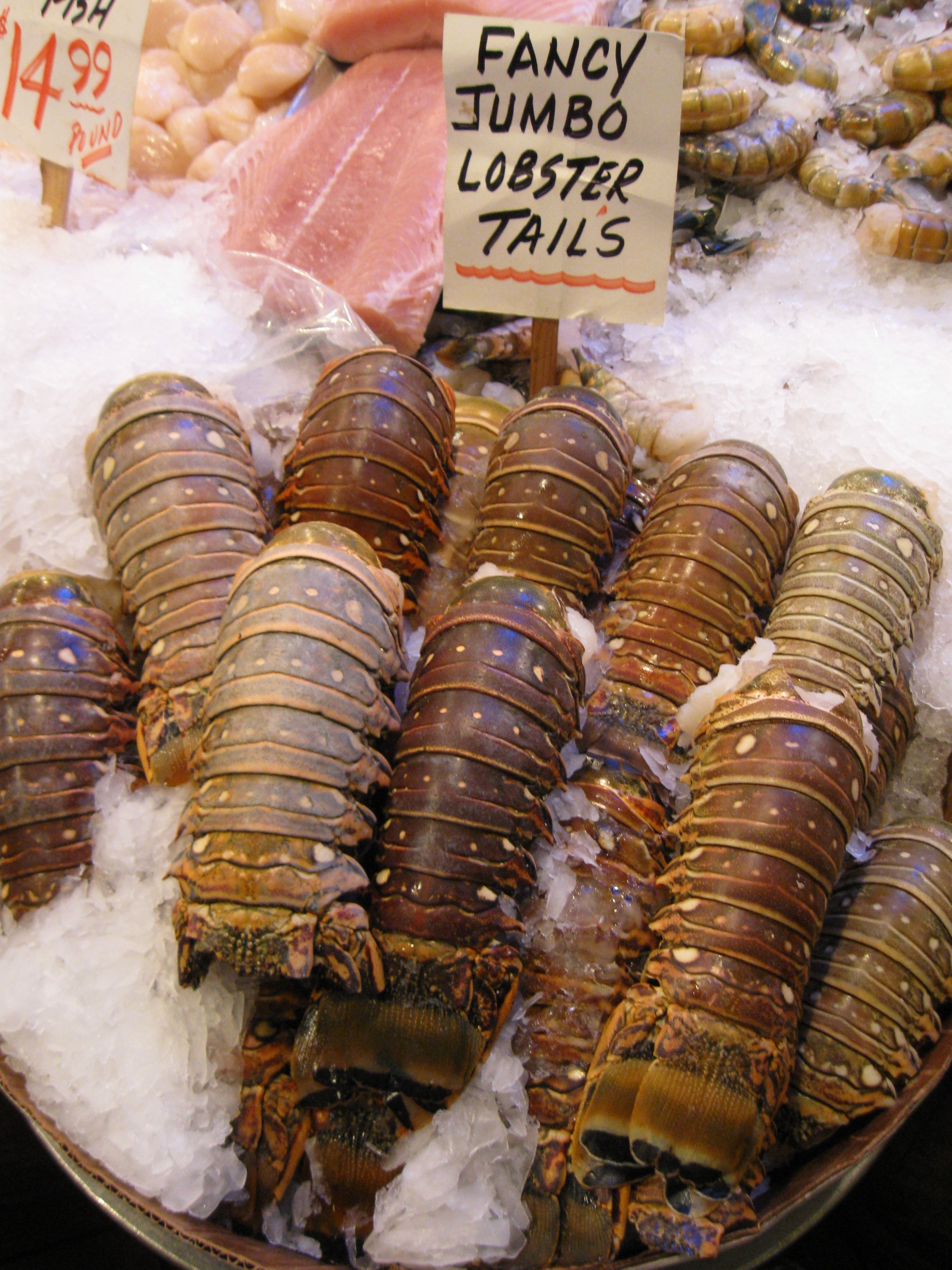
Zum Verkauf angebotene Abdomen der Karibik-Languste

Die Karibiklanguste ist die kommerziell wichtigste Languste aus der Gattung Palinurus in den amerikanischen Gewässern. Sie wird in ihrem gesamten Verbreitungsgebiet gefischt. Dies geschieht meist mit Fallen, aber auch per Hand oder Speer sowie durch Trawler. Die abgetrennten Hinterteile werden frisch verkauft oder gefroren sowie in Dosen exportiert. 1996 betrug die Menge der Anlandungen insgesamt 37.723 Tonnen. Länder mit den größten Mengen waren damals Kuba mit 9.375 Tonnen, Brasilien mit 8.026 Tonnen und die Bahamas mit 7.938 Tonnen. Zwischen 1996 und 2010 schwankte die Menge der Fänge zwischen 30.000 und 40.000 Tonnen.
Stellenweise wird diese Languste wohl überfischt. Zusätzlich ist eines von vier Tieren mit dem Virus 1 (Panulirus argus PaV1) infiziert, das für die Langusten tödlich ist. Dadurch nimmt die Population der Karibiklangusten zumindest regional ab. In der Roten Liste der IUCN wird diese Langustenart nicht klassifiziert, weil keine Daten vorliegen.
Zur Bestandserhaltung ist die Befischung reglementiert. So dürfen Exemplare mit einer Carapaxlänge von unter 69 Millimetern sowie eiertragende Weibchen nicht gefangen werden. Zusätzlich ist das Fischen zwischen Februar und Mai verboten, während die Weibchen laichen.